# Pamir-Alaj
Il Pamir-Alaj (in tagico Помиру-Олой, Pomiru-Oloj; in uzbeco Pomir-Olay togʻlari; in russo Памиро-Алай, Pamiro-Alaj) è un sistema montuoso dell'Asia centrale. Si estende tra il Tagikistan, il Kirghizistan, l'Uzbekistan (nella parte orientale) e il sud-est del Turkmenistan; il suo limite orientale e, parzialmente, meridionale entra in Cina e in Afghanistan. Il Pamir-Alaj si sviluppa da ovest a est per 900 km e da nord a sud per 400 km; comprende catene montuose e altipiani tra la valle di Fergana e il Syr Darya, a nord, e il fiume Vahš, a sud. Fanno parte del Pamir-Alaj le seguenti catene montuose:
- Alaj
- Zeravshan
- Turkistan
- Köýtendag
- Hisor

I monti Fan collegano la catena degli Zeravshan, a nord, con quella degli Hisor, a sud. A sud dei monti Hisor si trova la depressione tagika, in cui ci sono rilievi relativamente bassi che si estendono da nord-est a sud-ovest. I monti di Pietro I e i Darvaz sono adiacenti al plateau del Pamir, a est.
Il Pamir-Alaj è una grande area di glaciazione di montagna: ci sono più di 10 600 ghiacciai su un'area di 9 820 km². La sua cima più alta è il Pik Skalistyj (5 621 m) nei monti Turkistan.